# Biblioteka imeni Lenina (Metro Moskau)

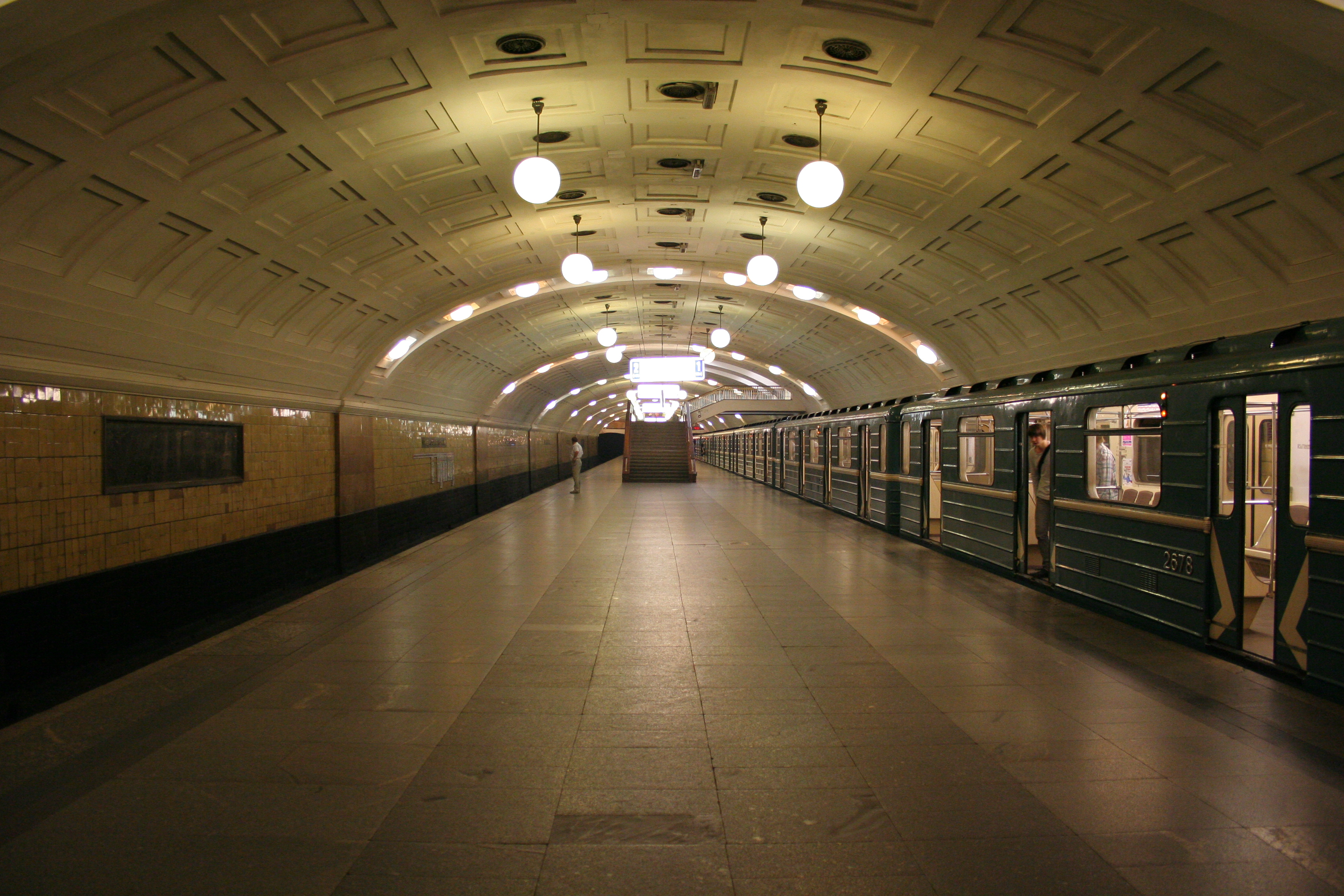
Metro-Station „Biblioteka imeni Lenina“

Biblioteka imeni Lenina (kyrillisch Библиоте́ка и́мени Ле́нина ‚Lenin-Bibliothek‘) ist ein U-Bahnhof der Sokolnitscheskaja-Linie (Linie 1) der Metro Moskau. Er wurde am 15. Mai 1935 als Teil der ersten Etappe der Metro eröffnet. Die Station befindet sich direkt im Stadtzentrum unter der Mochowaja-Straße und ist nach der nahe gelegenen Russischen Staatsbibliothek benannt (von 1925 bis 1992 Lenin-Bibliothek). Ihre Architekten waren A. I. Gonzkewitsch und S. Sulin.
Um Verkehrsbehinderungen zu vermeiden, wurde die Station im bergmännischen Vortrieb statt in offener Bauweise errichtet, obwohl ihre Decke nur zwei Meter unter der Erdoberfläche liegt. Aufgrund der Bodenverhältnisse und der Enge des Platzes, in dem die Station errichtet werden sollte, war eine Konstruktion mit einem einzigen Gewölbe erforderlich, die einzige auf der ersten U-Bahn-Linie. Die gesamte Ausgrabung war nur 19,8 Meter breit und 11,7 Meter hoch. Das Hauptbahnhofsgewölbe wurde aus einbetonierten Bruchsteinen errichtet und mit einem Eisengerüst verstärkt. Dieser war mit einem „Schirm“ aus bitumenbeschichtetem Papier ausgekleidet, um das Eindringen von Grundwasser in die Station zu verhindern. Der Bahnhof wurde mit Gips, gelben Keramikfliesen und Marmor fertiggestellt.
Ursprünglich verfügte der Bahnhof über zwei Eingangshallen, eine an jedem Ende. Das südliche Vestibül, das sich zwischen dem alten und dem neuen Gebäude der Staatsbibliothek befindet, wird mit der Borowizkaja geteilt. Das provisorische nördliche Vestibül, das der Biblioteka Imeni Lenina und dem Alexandrowski Sad diente, wurde in den 1940er Jahren entfernt.